# Metzgeria kinabaluensis
Metzgeria kinabaluensis là một loài Rêu trong họ Metzgeriaceae. Loài này được Masuzaki mô tả khoa học đầu tiên năm 2010.